# Description de l'Égypte
Descripció de l'Égypte fou una sèrie de publicacions publicades des del 1809 fins al 1829 que van donar una descripció científica completa de l'antic Egipte i el contemporani a la seva publicació així com la seva història natural. És fruit del treball col·laboravoratiu d'aproximadament 160 becaris civils i científics, coneguts popularment com a savis, que van acompanyar Napoleó Bonaparte a la campanya d'Egipte i Síria de 1798 a 1801 com a part de les anomenades Guerres de la Revolució Francesa, així com uns 2000 artistes i tècnics, incloent-hi 400 gravadors; posteriorment tots ells compilarien tot el seu treball en aquesta obra.
El títol complet de l'obra és Description de l'Égypte, ou Recueil des observations et des recherches qui ont été faites en Égypte pendant l'expédition de l'armée française (literalment, Descripció d'Egipte o el recull d'observacions i recerca que van ser fetes a Egipte durant l'expedició de l'Exèrcit Francès).

## Resum
La Commission des Sciences et des Arts, formada per uns 160 becaris civils i científics, molts d'ells provinents de l'Institut de França, va elaborar aquesta obra. Prop d'un terç d'ells més tard també van esdevenir membres de l'Institut d'Égypte.
A finals d'agost de 1798, seguint l'ordre de Napoleó, l'Institut d'Égypte es va fundar al palau de Hassan-Kashif de la rodalia del Caire, amb Gaspard Monge com a president i seguint l'estructura de l'Institut de França. L'Institut va habilitar una biblioteca, laboratoris, tallers i les diverses col·leccions egípcies dels «savis». El taller va ser especialment important, donant tant a l'exèrcit com als criats l'equip necessari. També es van construir molts instruments nous per reemplaçar aquells perduts durant l'enfonsament de la flota francesa l'agost de 1798 a la Badia d'Abu Qir (Batalla del Nil) i durant els aldarulls del Caire de l'octubre de 1798.
Un dels objectius de l'Institut fou difondre el coneixement. Amb aquest objectiu els «savis» van publicar els diaris La Decade Egyptienne i Courier de L'Egypte que disseminaven la informació sobre l'ocupació francesa i les activitats de l'exèrcit francès, la Commission des Sciences et des Arts i el mateix Institut.

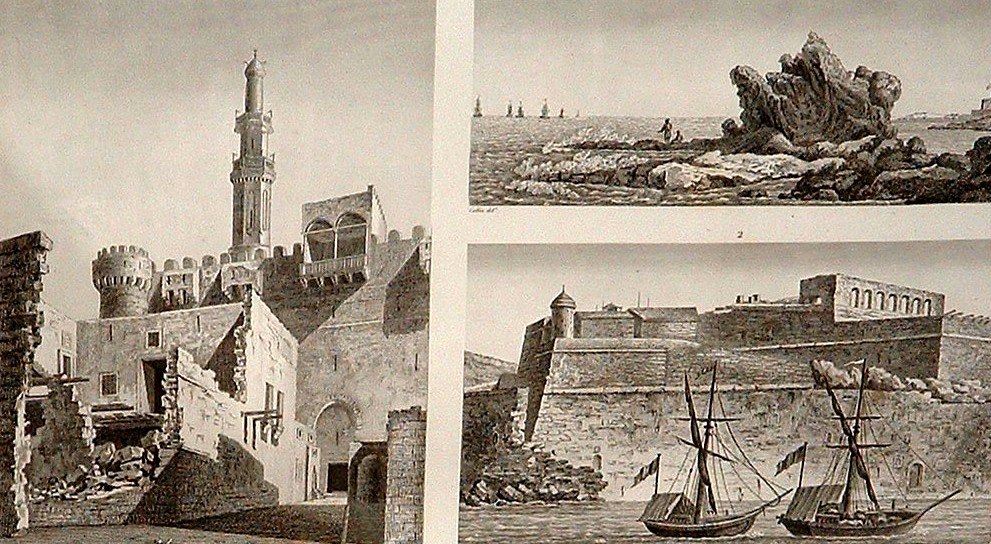
Vistes de la Fortalesa Qait Bey i la Roca Diamant, publicat a l'edició Panckoucke dels anys 1821 – 1829

La visió d'una sola publicació completa que recollís tot el que els francesos van descobrir a Egipte ja va ser concebut el novembre de 1798, quan a Jean Baptiste Joseph Fourier se li confiava la tasca d'unir els informes de les diverses disciplines per a publicació posterior. Quan l'exèrcit francès marxà d'Egipte el 1801, els «savis» es van endur amb ells un gran quantitats de notes inèdites, dibuixos i diverses col·leccions de petits artefactes que podien passar desapercebut als britànics
El febrer de 1802, a instàncies del Ministre d'Interior de França Jean-Antoine Chaptal i per decret de Napoleó, es va establir una comissió per gestionar la preparació de la gran quantitat de dades per fer una única publicació. El treball final seria obtenir dades de les publicacions La Decade, Courier de L'Égypte, dels quatre volums Mémoires sur l'Égypte (expansió de La Decade, publicada pel govern francès durant i després del campanya d'Egipte) i les abundants notes i il·lustracions dels diversos estudiosos i científics. El gran volum d'informació per publicar requeria adoptar un modus operandi: quan diverses plaques o texts d'un tema particular estaven preparats, la informació es publicava. Malgrat això, la primera edició no es va publicar fins al cap de vint anys.
El gener de 1808 els primers volums de prova de gravats es van presentar a Napoleó. Inicialment publicats textualment «per ordre de l'emperador» (Napoleon Le Grand), els successius volums serien publicats «per ordre del rei» i l'últim simplement «per ordre del govern».
També es va publicar una segona edició (coneguda com l'edició Panckoucke) per Charles Louis Fleury Panckoucke, el text de la qual es va ampliar amb més volums i es va publicar amb formats més petits, es van posar noves tires per a les làmines i aquestes es van lligar amb moltes altres de gran format plegades en els volums de format més petit.

## Edicions

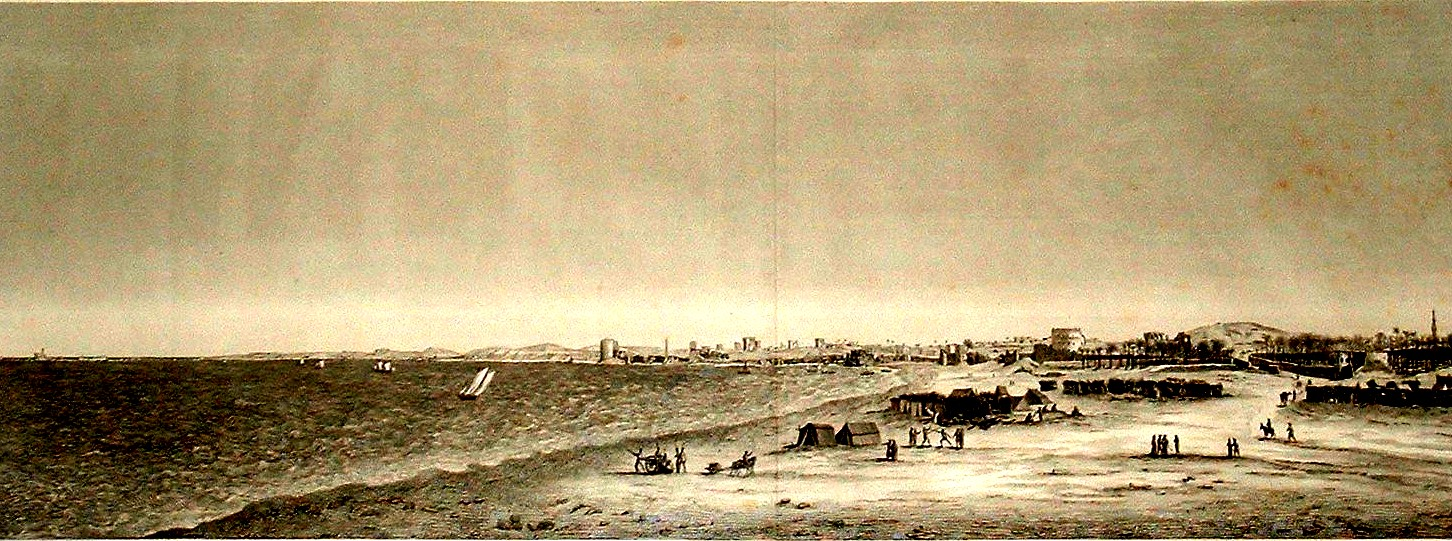
Vista panoràmica, publicada a l'edició Panckoucke dels anys 1821 - 1829

Han aparegut diverses variants d'aquestes edicions, especialment de la primera edició, que en contenen un o més volums de més. Per exemple, una còpia d'una primera edició presentada a Bernardino Drovetti, cònsol general francès a Egipte des de 1802 a 1814 i de 1821 a 1826, exposada de la Biblioteca Lauinger de la Universitat de Georgetown (novembre de 2000 - gener de 2001), tenir 29 volums, mentre que un volum estàndard en conté 23.
El volum geogràfic (que conté mapes) no es va imprir abans de 1828, tot i que els volums es daten de 1818 i 1826 respectivament. Tots els volums datats el 1809 van ser impresos per primer cop el 1810.

### Primera edició (edició imperial)

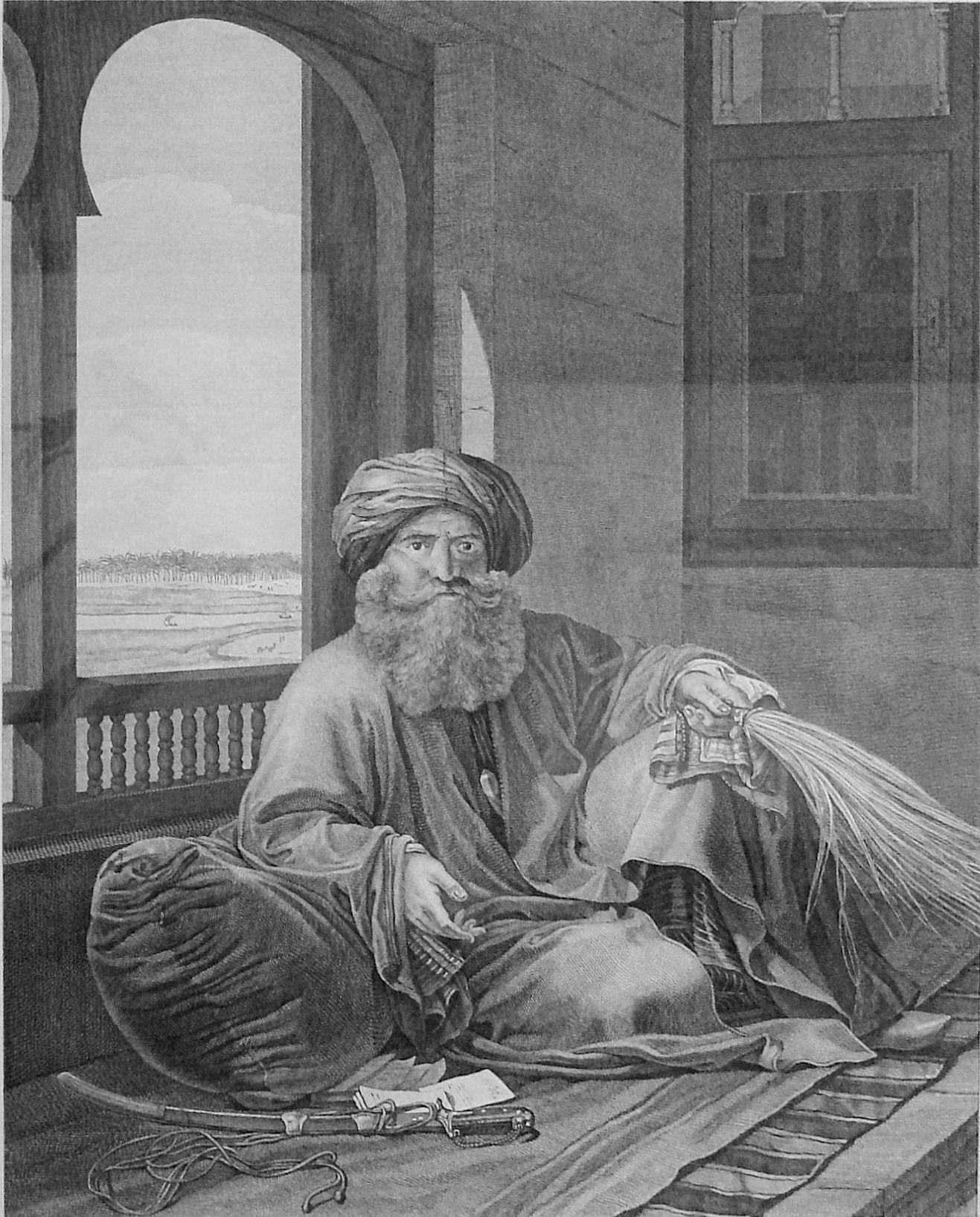
Murad Bey per André Dutertre a Description de l'Égypte (1809)

Frontispici de Description de l'Égypte

- Llibre 01 (1809), Volum I - Antiquités, Descriptions.
- Llibre 02 (1818), Volum II - Antiquités, Descriptions.
- Llibre 03 (1809), Volum I - Antiquités, Mémoires.
- Llibre 04 (1818), Volum II - Antiquités, Mémoires.
- Llibre 05 (1809), Volum I - Etat Moderne.
- Llibre 06 (1822), Volum II - Etat Moderne.
- Llibre 07 (1822), Volum II - Etat Moderne (2´ Partie).
- Llibre 08 (1809), Volum I - Histoire Naturelle.
- Llibre 09 (1813), Volum II - Histoire Naturelle.
- Llibre 10 (18xx), Volum I - Préface et explication des planches.
- Llibre 11 (1809), Volum I - Planches : Antiquités.
- Llibre 12 (18xx), Volum II - Planches : Antiquités.
- Llibre 13 (18xx), Volum III - Planches : Antiquités.
- Llibre 14 (18xx), Volum IV - Planches : Antiquités.
- Llibre 15 (1822), Volum V - Planches : Antiquités.
- Llibre 16 (1809), Volum I - Planches : Etat Moderne.
- Llibre 17 (1817), Volum II - Planches : Etat Moderne.
- Llibre 18 (1809), Volum I - Planches : Histoire Naturelle.
- Llibre 19 (1809), Volum II - Planches : Histoire Naturelle.
- Llibre 20 (1809), Volum IIbis - Planches : Histoire Naturelle.
- Llibre 21 (18xx), Volum I - Planches : Antiquités. ("Mammutfolio")
- Llibre 22 (18xx), Volum I - Planches : Etat Moderne. ("Mammutfolio")
- Llibre 23 (1818), Volum I - Planches : Carte géographiques et topographique.("Mammutfolio")

### Segona edició (edició Panckoucke)
- Llibre 01 (1821), Volum I - Tom Premier Antiquités-Descriptions.
- Llibre 02 (1821), Volum II - Tom Deuxième Antiquités-Descriptions.
- Llibre 03 (1821), Volum III - Tom Troisième Antiquités-Descriptions.
- Llibre 04 (1822), Volum IV - Tom Quatrième Antiquités-Descriptions.[nota 1]
- Llibre 05 (1829), Volum V - Tom Cinquième Antiquités-Descriptions.
- Llibre 06 (1822), Volum VI - Tom Sixième Antiquités-Mémoires.
- Llibre 07 (1822), Volum VII - Tom Septième Antiquités-Mémoires.
- Llibre 08 (1822), Volum VIII - Tom Huitième Antiquités-Mémoires.
- Llibre 09 (1829), Volum IX - Tom Neuvième Antiquités-Mémoires et Descriptions.
- Llibre 10 (1823), Volum X - Explication Des Planches, D'Antiquités.[nota 2]
- Llibre 11 (1822), Volum XI - Tom Onzième Etat Moderne.
- Llibre 12 (1822), Volum XII - Tom Douzième Etat Moderne.
- Llibre 13 (1823), Volum XIII - Tom Treizième Etat Moderne.
- Llibre 14 (1826), Volum XIV - Tom Quatorzième Etat Moderne.
- Llibre 15 (1826), Volum XV - Tom Quinzième Etat Moderne.
- Llibre 16 (1825), Volum XVI - Tom Seizième Etat Moderne.
- Llibre 17 (1824), Volum XVII - Tom Dix-Septième Etat Moderne.
- Llibre 18 (1826), Volum XVIII - Tom Dix-Huitième Etat Moderne.
- Llibre 19 (1829), Volum XVIII - Tom Dix-Huitième (2´ Partie) Etat Moderne.
- Llibre 20 (1830), Volum XVIII - Tom Dix-Huitième (3´ Partie) Etat Moderne.
- Llibre 21 (1824), Volum XIX - Tom Dix-Neuvième Histoire Naturelle, Botanique-Météorologie.
- Llibre 22 (1825), Volum XX - Tom Vingtième Histoire Naturelle.
- Llibre 23 (1826), Volum XXI - Tom Vingt-Unième Histoire Naturelle, Minieralogie - Zoologie.
- Llibre 24 (1827), Volum XXII - Tom Vingt-Deuxième Histoire Naturelle, Zoologie. Animaux Invertébrés (suite).
- Llibre 25 (1828), Volum XXIII - Tom Vingt-Troisième Histoire Naturelle, Zoologie. Animaux Invertébrés (suite). Animaux Venteures.
- Llibre 26 (1829), Volum XXIV - Tom Vingt-Quatrième Histoire Naturelle, Zoologie.
- Llibre 27 (1820), Volum I - Planches : Antiquités.
- Llibre 28 (182x), Volum II - Planches : Antiquités.
- Llibre 29 (182x), Volum III - Planches : Antiquités.
- Llibre 30 (182x), Volum IV - Planches : Antiquités.
- Llibre 31 (1823), Volum V - Planches : Antiquités.
- Llibre 32 (1822), Volum I - Planches : Etat Moderne.
- Llibre 33 (1823), Volum II - Planches : Etat Moderne.
- Llibre 34 (1826), Volum I - Planches : Histoire Naturelle.
- Llibre 35 (1826), Volum II - Planches : Histoire Naturelle.
- Llibre 36 (1826), Volum IIbis - Planches : Histoire Naturelle.
- Llibre 37 (1826), Volum I - Planches : Atlas géographique.